# Bundesliga (scacchi)

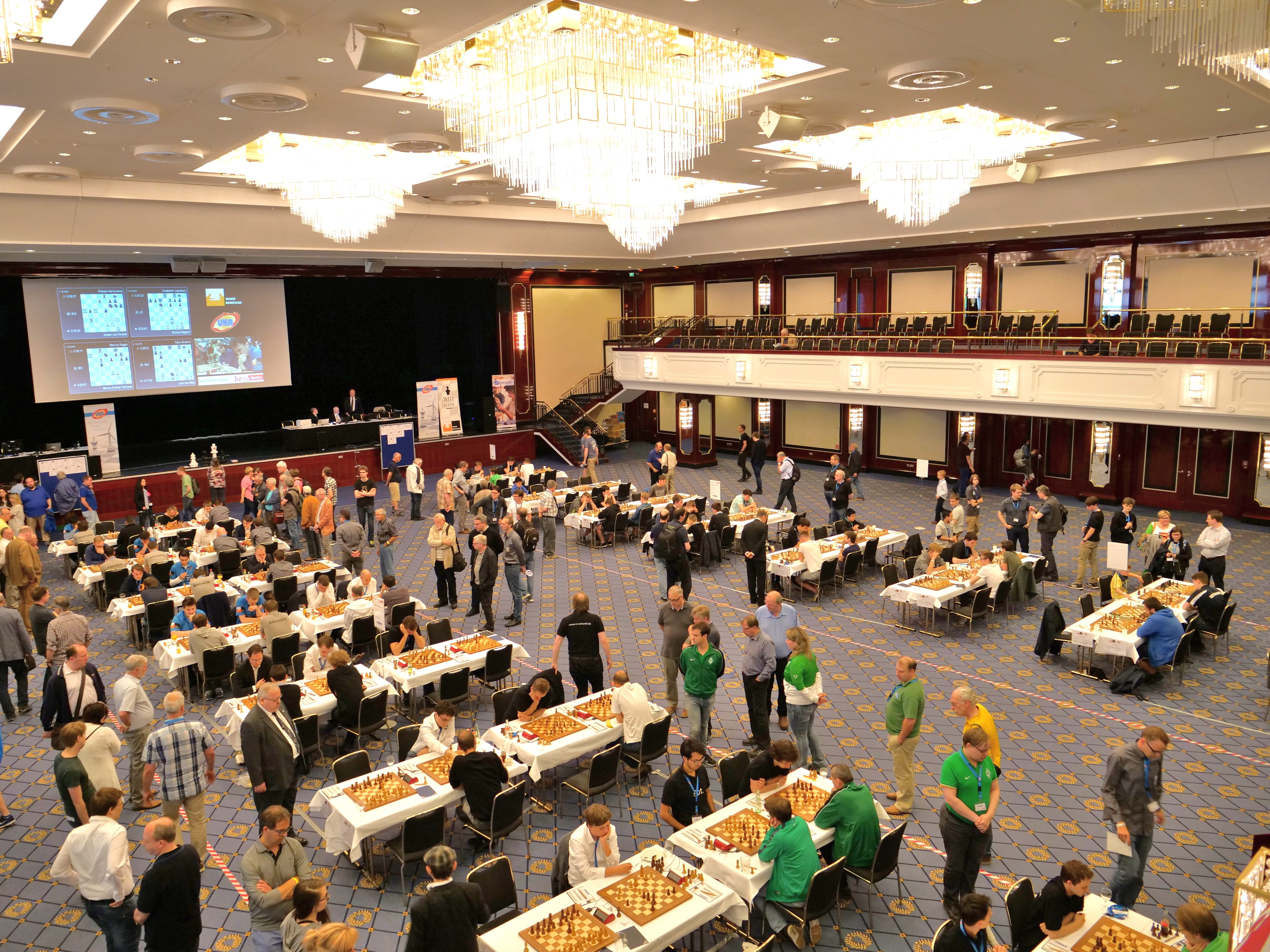
Il turno finale del campionato 2017/18.

La Bundesliga di scacchi (ted. Schach Bundesliga) è un campionato di scacchi a squadre che si svolge ogni anno in Germania a partire dal 1980. 
È organizzato dalla Deutscher Schachbund (DSB), la federazione di scacchi tedesca, ed attrae molti Grandi Maestri di alto livello, sia tedeschi che stranieri. È considerato il più forte campionato nazionale di scacchi a squadre al mondo.

## Storia
La decisione di organizzare un campionato tedesco a squadre venne presa nel congresso DSB del 1973 a Treviri. Il presidente della DSB, Helmut Nöttger, stabilì che il primo campionato si sarebbe svolto nel 1974. Le prime sei edizioni, fino al 1979, erano suddivise in quattro sezioni; i vincitori di ogni sezione disputavano poi un torneo tra di loro per determinare il vincitore. 
Dal 1980 si disputa un'unica sezione con 16 squadre, ciascuna con 8 giocatori, che giocano 14 turni (qualche volta 15). Normalmente si giocano due turni consecutivi in un weekend (sabato pomeriggio e domenica mattina).  
Ogni squadra può schierare un qualsiasi numero di giocatori stranieri, che vengono retribuiti con un ingaggio e/o le spese di viaggio. Il campionato inizia in ottobre o novembre e termina in aprile o maggio dell'anno successivo. Gli ultimi due turni si svolgono sempre a Berlino. 

Come esempio, la squadra OSG Baden-Baden, vincitrice di 16 delle ultime 19 edizioni, nel 2006/2007 schierava Viswanathan Anand, Peter Svidler, Alexei Shirov, Étienne Bacrot, Magnus Carlsen, Liviu-Dieter Nisipeanu, Pentala Harikrishna e Francisco Vallejo Pons. Come riserva aveva Peter Heine Nielsen, Sergei Movsesian e Michał Krasenkow.

## Squadre vincitrici
Sono riportati, in ordine cronologico inverso, i primi tre posti delle stagioni dal 2004/05 al 2025.

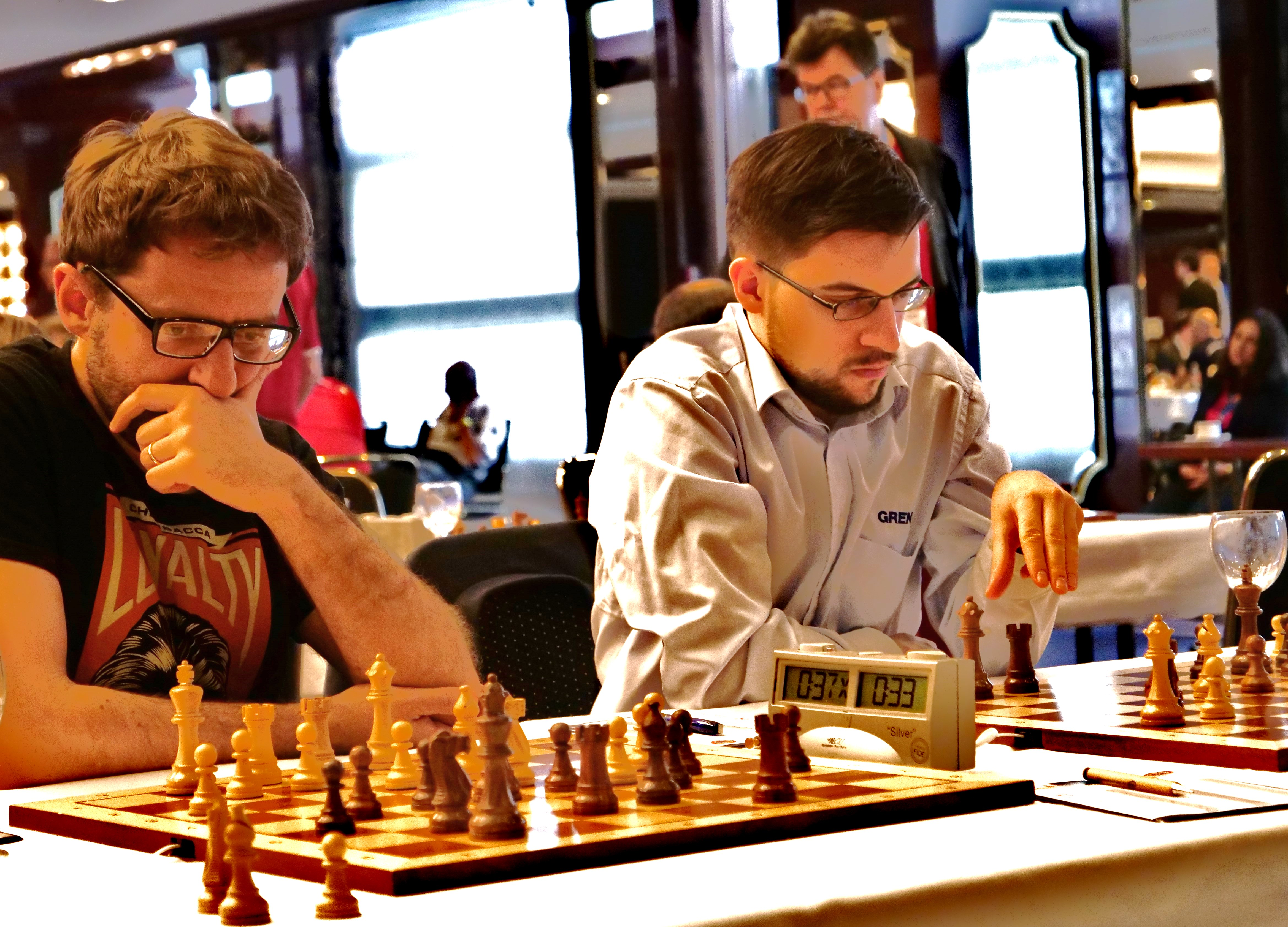
Un momento della Campionato tedesco a squadre 2017/2018. Da sinistraː Lewon Aronyan con il compagno di squadra Maxime Vachier-Lagrave.

| Anno          | Vincitrice       | 2º Posto         | 3º Posto               |
| ------------- | ---------------- | ---------------- | ---------------------- |
| 2024/25[3]    | Düsseldorfer SK  | SC Viernheim     | OSG Baden-Baden        |
| 2023/24[4]    | SC Viernheim     | OSG Baden-Baden  | SV Werder Bremen       |
| 2022/23[5]    | OSG Baden-Baden  | SC Viernheim     | Schachfreunde Deizisau |
| 2021/22[6][7] | OSG Baden-Baden  | SC Viernheim     | SG Solingen            |
| 2019/21[8]    | OSG Baden-Baden  | SV Hockenheim    | Schachfreunde Deizisau |
| 2020[9] [10]  | OSG Baden-Baden  | SC Viernheim     | Schachfreunde Deizisau |
| 2018/19[11]   | OSG Baden-Baden  | SV Hockenheim    | SG Solingen            |
| 2017/18[12]   | OSG Baden-Baden  | SG Solingen      | SV Hockenheim          |
| 2016/17[13]   | OSG Baden-Baden  | SV Hockenheim    | SG Solingen            |
| 2015/16[14]   | SG Solingen      | OSG Baden-Baden  | SV Werder Bremen       |
| 2014/15       | OSG Baden-Baden  | SV Werder Bremen | SV Hockenheim          |
| 2013/14       | OSG Baden-Baden  | SV Mülheim Nord  | SV Hockenheim          |
| 2012/13       | OSG Baden-Baden  | SV Mülheim Nord  | SG Solingen            |
| 2011/12       | OSG Baden-Baden  | SV Werder Bremen | SG Solingen            |
| 2010/11       | OSG Baden-Baden  | SV Werder Bremen | SG Solingen            |
| 2009/10       | OSG Baden-Baden  | SV Werder Bremen | SG Solingen            |
| 2008/09       | OSG Baden-Baden  | SC Eppingen      | SV Werder Bremen       |
| 2007/08       | OSG Baden-Baden  | SV Werder Bremen | SV Mülheim Nord        |
| 2006/07       | OSG Baden-Baden  | Hamburger SK     | SG Porz                |
| 2005/06       | OSG Baden-Baden  | SV Werder Bremen | SG Porz                |
| 2004/05       | SV Werder Bremen | SG Porz          | OSG Baden-Baden        |